# Alangium javanicum
Alangium javanicum är en kornellväxtart som först beskrevs av K. och V., och fick sitt nu gällande namn av Wangerin. Alangium javanicum ingår i släktet Alangium och familjen kornellväxter.

## Underarter
Arten delas in i följande underarter:
- A. j. ebenaceum
- A. j. jaheri
- A. j. meyeri
- A. j. minahassicum
- A. j. papuanum

## Bildgalleri

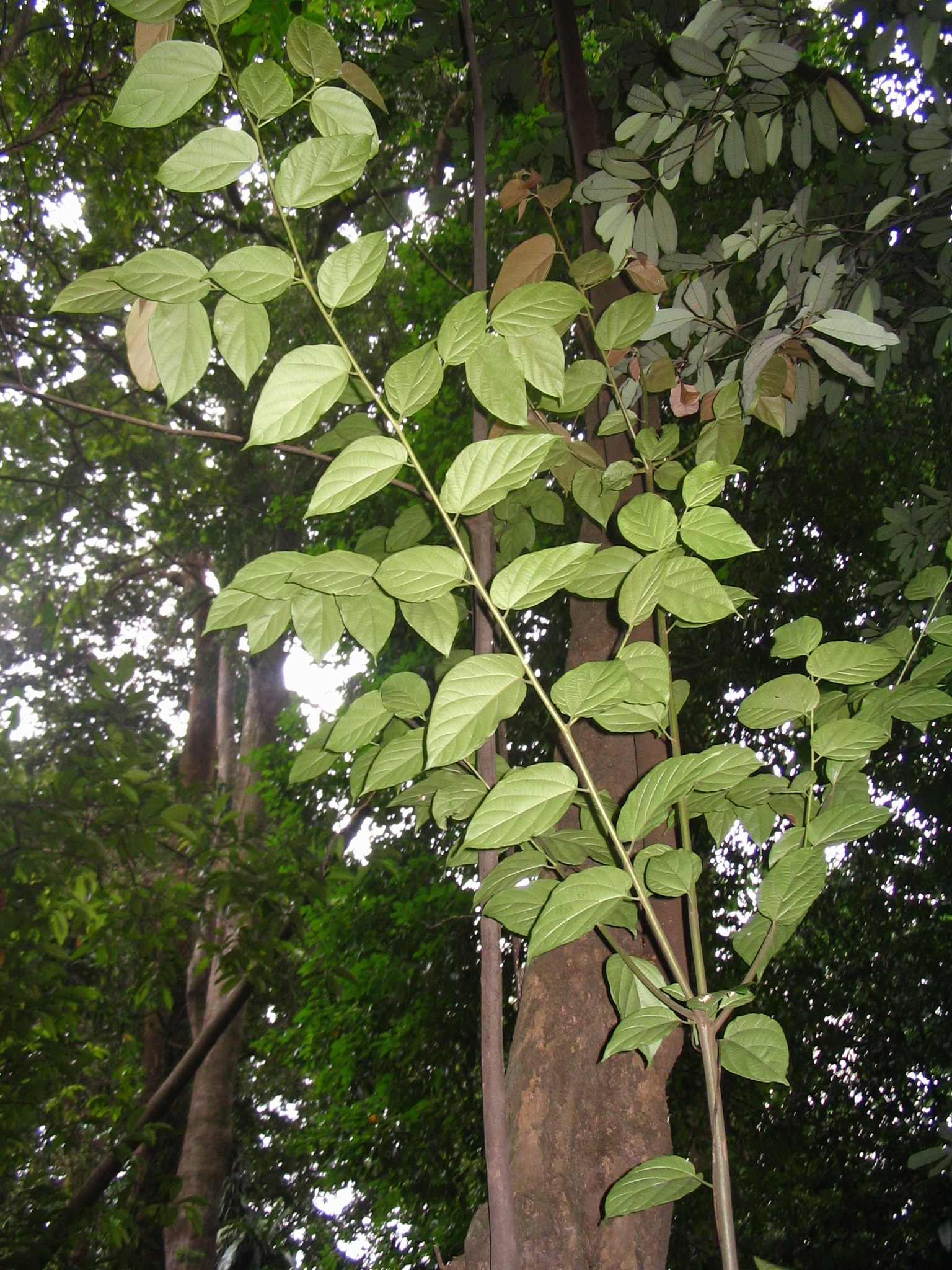